# 중국쏘가리
중국쏘가리는 농어목 페르키크티스과의 물고기이다. 등 색깔은 노란색, 녹색 또는 갈색이다. 불규칙한 검은색 반점이 있다. 입은 크고 비늘은 작고 둥글다. 중국쏘가리의 몸길이는 70cm에 이르고, 몸무게의 최대 기록은 8kg이다. 그것은 하천에 서식한다.

## 참조
- “중국쏘가리”. 국립 식량 농업 기구. 2013년 10월 24일에 원본 문서에서 보존된 문서. 2006년 8월 1일에 확인함.